# Dasyatis izuensis
Espèce
Statut de conservation UICN

 NT  : Quasi menacé
Dasyatis izuensis est une espèce de raie.